# Richtlinie 2024/1799 EU
Die Richtlinie 2024/1799/EU des europäischen Parlaments und des Rates vom 13. Juni 2024 über gemeinsame Vorschriften zur Förderung der Reparatur von Waren trat am 30. Juli 2024 durch Veröffentlichung im Amtsblatte der Europäischen Union in Kraft. Die Mitgliedstaaten haben die Aufgabe sie in nationales Recht umsetzen und ab dem 31. Juli 2026 anzuwenden.
Diese Richtlinie zielt darauf ab, einen nachhaltigeren Verbrauch zu fördern, indem die Reparatur und Wiederverwendung von Waren sowohl innerhalb als auch außerhalb der gesetzlichen Garantie erhöht wird. Damit wird der Priorität der Kommission für den ökologischen Wandel, insbesondere dem europäischen Europäischen Green Deal, entsprochen.
Die Richtlinie ist eine von mehreren Rechtsvorschriften, die gemeinsam darauf abzielen, die Lebensdauer von Verbraucherprodukten zu verlängern. Sie ergänzt die Maßnahmen der Union im Rahmen der Ökodesign-Richtlinie, die durch die Ökodesign-Verordnung für nachhaltige Produkte ersetzt werden soll. Ökodesign-Maßnahmen fördern die Reparierbarkeit von Produkten, indem unter anderem Anforderungen an das Produktdesign und die Verfügbarkeit von Ersatzteilen festgelegt werden. Diese Richtlinie ergänzt auch die Richtlinie EU/2024/825 zur Stärkung der Verbraucher im grünen Wandel, mit der den Verbrauchern bessere Informationen über die Haltbarkeit und Reparierbarkeit von Waren an der Verkaufsstelle zur Verfügung gestellt werden sollen.